# علي إسكندر شاه
السلطان علي إسكندر شاه بن حسين معظم شاه، هو سلطان جوهر التاسع عشر، خلف والده السلطان حسين معظم شاه بعد وفاته لأسباب طبيعية عام 1835. وعلى مدى السنوات العشرين التي حمل فيها لقب السلطان؛ اعترف به بعض التجار وقليل من الملاويين كسلطان لجوهر. لكنه كان مثل والده «سلطانًا دميةً» فقط، ولعب دورًا ضئيلًا في الشؤون الإدارية للدولة، التي كانت في يد التمنغكونغ والبريطانيين. وفي عام 1855 تنازل السلطان عن حقوق السيادة لجوهر (باستثناء كيسانغ في موار) إلى تمنغكونغ داينغ إبراهيم، مقابل اعتراف رسمي من بريطانيا به كـ «سلطان جوهر» وراتب شهري له. وكان له سلطة إدارية على موار حتى وفاته في عام 1877، وفي معظم السجلات كان يُطلق عليه غالبًا «سلطان موار».
بالرغم من حصوله على تعويض قدره 5000 دولار إسباني، وراتب شهري قيمته 500 دولار يدفعه التمنغكونغ، إلا إنه أصر على عيشه حياة مُترفة، مما جعله يعاني من مشاكل مادية، اضطر على إثرها لاقتراض مبلغ قدره 53600 دولار من إحدى شركات إقراض الأموال، مقابل رهن بيع ممتلكاته في موار إلى تمنغكونغ جوهر. وفي سنواته الأخيره فوَّض تحصيل ضرائب موار إلى زعيم البوقس وأتباعه، ومنح مستثمر مناجم أوروبي حقوق تعدين حصرية على كامل إقليم كيسانغ لمدة خمس سنوات، ومنح تاجر أمريكي امتياز شراء 45 ميل مربع (120 كـم2) من الأراضي داخل إقليم كيسانغ. وأمضى حياته في أومباي بملقا، وعاش على مرتب شهري صغير منحته شركة الهند الشرقية البريطانية. حتى توفى في يونيو 1877، ودفن في ضريح داخل حدود مسجد أومباي. وبعد وفاته ارتأى البريطانيون والنبلاء أن يُسلموا مملكته إلى المهراجا أبي بكر، وبذلك أصبح السلطان علي آخر سلاطين سلالة بندهارا في جوهر.

## نسبه وعائلته
- ينتسب علي إسكندر شاه إلى سلالة بندهارا، فوالده هو السلطان حسين معظم شاه،[11] بن السلطان محمود شاه،[12] بن السلطان عبد الجليل معظم شاه بن السلطان سليمان بدر العالم شاه بن عبد الجليل شاه الرابع، وهو أول سلاطين سلالة بندهارا.[13]
- أمه: تونكو بيربو.[14]
- تزوج علي ثلاث زوجات هن: تونكو نغاه، وأنجانغ داينغ سيتي، وسيك سيمبوك.
- أنجب علي إسكندر شاه أربعة أولاد وست بنات، أما الأولاد فهم: تونكو علم شاه، وتونكو محمود، وتونكو منصور، وتونكو عبد الله، وأما البنات فهن: تونكو سولوغ، وتونكو سامباك، وتونكو سيك فاطمة، وتونكو مرهام، وتونكو شريفة، وتونكو زينب.[15]

## خلفية تاريخية
بعد وفاة السلطان محمود شاه الثالث في عام 1812 بعد حكمه لأكثر من خمسين عامًا، لم يذكر وريثًا رسميًا، وترك وراءه ولدين من زوجتين مختلفتين، وهما الابن الأكبر حسين معظم شاه، وأخيه غير الشقيق الأصغر عبد الرحمن معظم شاه. وبينما كان حسين شاه بعيدًا عن العاصمة في فهغ عندما توفي والده، قام فصيل من البوقس بقيادة راجا جعفر إلى استغلال الفراغ الحاصل بدعم عبد الرحمن ليصبح سلطانًا، حيث نظَّم على عجل حفل تتويج قبل عودة حسين شاه. ومن هنا بدأ الخلاف والانقسام في السلطنة. وفي 29 يناير 1819، هبط السير ستامفورد رافلز في سنغافورة، وهناك أقام صداقة مع تمنغكونغ عبد الرحمن، وعلم بالتوترات السياسية في جوهر، فأراد استغلالها، وقام بتهريب حسين شاه من رياو إلى سنغافورة. وأبرم رافلز صفقة مع حسين شاه، تنص على أن يعترف البريطانيون بحسين شاه كسلطان لجوهر، ويدفعون رواتب لحسين شاه وتمنغكونغ عبد الرحمن في مقابل سماح حسين شاه لرافلز بإنشاء مركز تجاري في سنغافورة. ووقع حسين شاه على هذه المعاهدة في 6 فبراير 1819. كان الهولنديون مستائين للغاية من عمل رافلز. واستمرت التوترات بين الهولنديين والبريطانيين بشأن سنغافورة حتى عام 1824، حتى وقعوا على المعاهدة الأنجلو هولندية. وبموجب شروط تلك المعاهدة سحب الهولنديون معارضتهم رسميًا للوجود البريطاني في سنغافورة. وأبرمت المعاهدة في لندن، بين البريطانيين والهولنديين، مما أدى إلى تفكيك سلطنة جوهر-رياو إلى قسمين. قسم سلطنة جوهر تحت الوصاية البريطانية، وسلطنة رياو الجديدة تحت الوصاية الهولندية. واعترف البريطانيون بحسين معظم شاه كسلطان جوهر، لكنه لم يحظ بأي اعتراف داخلي من النبلاء أو الشعب، وظل «سلطانًا دميةً» فقط، ولعب دورًا ضئيلًا في الشؤون الإدارية للدولة، حتى توفي السلطان حسين في سبتمبر 1835، ودفن في مسجد ترانغيره.

## سلطان جوهر

### سنواته الأولى

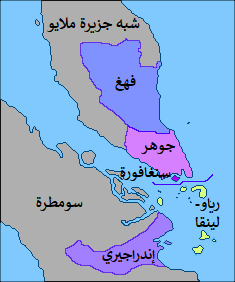
تقسيم سلطنة جوهر قبل وبعد المعاهدة الأنجلو هولندية 1824 جزء يتبع النفوذ البريطاني، وجزء يتبع النفوذ الهولندي.

خلف تونكو علي والده عام 1835 كسلطان جوهر، وسمى نفسه «علي إسكندر شاه»، ولكن لم يُعترَف به كسلطان جوهر خلال السنوات القليلة الأولى من حكمه. بينما منحه إعلان صادر عن الحكومة الاستعمارية البريطانية في سبتمبر 1840 الحق في العرش باعتباره الوريث الشرعي الوحيد لوالده، ولكن ذلك لا يرقى إلى اعتراف به كـ «سلطان جوهر».
في أربعينيات القرن التاسع عشر بدأت جوهر باستقبال أول المستوطنين الصينيين المهاجرين من شانتو وشاوزو. وتولى الشاب تمنغكونغ داينغ إبراهيم المهام الإدارية للدولة باعتباره تمنغكونغ جوهر خلفًا لوالده تمنغكونغ حاج عبد الله، وفرض تمنغكونغ داينغ إبراهيم الضرائب على هؤلاء المستوطنين. وعلى عكس التمنغكونغ كان السلطان علي غير راغب في إشراك نفسه في شؤون الدولة؛ ولكنه في الوقت نفسه اشتكى من عدم تلقي مخصصات كافية من البريطانيين، كان معروفًا بمعيشته المُترَفة وأسلوب حياته الباهظ، وكان يتسبب في ديون كبيرة للدولة.
في ذات الوقت أصبح ولاء الملايوين المحليين في جوهر منقسمًا بشكل متزايد بين السلاطين والنبلاء من التمنغكونغ والمهراجا وغيرهم. وفي عام 1852 قام توماس تشرش المستشار المقيم في سنغافورة بتلخيص الوضع في الساحل الشرقي لشبه جزيرة ملايو قائلًا: «في هذه المنطقة هناك طرفان، من جهة سلطان لينقا وسلطان ترغكانو، وأمراء جوهر الشباب؛ من ناحية أخرى راجا بنداهارا فهغ، وتمنغكونغ سري مهراجا.»
ومع ذلك لم يكن هناك عداء كبير بين هؤلاء النبلاء والسلاطين والأمراء المُنقسمين نتيجة لامتلاك كلٍ منهم سلطته أو صلاحياته الخاصة شبه المتفق عليها. تراكمت الديون على السلطان علي لدرجة أن رهن خاتمه الملكي للتاجر الإنجليزي ويليام هنري ماكلويد ريد مقابل وعده بتصفية ديونه، وكان ويليام ريد مؤيدًا نشطًا لمطالبات السلطان بالاعتراف به كحاكم شرعي لجوهر، واعتبار التمنغكونغ تابعًا له. ونتيجة للضغوط الاقتصادية والسياسية من هؤلاء التجار، نظر الحاكم البريطاني في منح اعتراف رسمي بالسلطان علي كحاكم شرعي لجوهر، بينما تلقى اعتراضًا قويًا من تمنغكونغ داينغ إبراهيم وابنه الصغير أبو بكر.
لكن في أوائل خمسينيات القرن التاسع عشر أصبحت سلطنة جوهر تحت السيطرة الكاملة لتمنغكونغ داينغ إبراهيم، وطرد النبلاء والتجار الذين دعموا شرعية السلطان علي في سلطة جوهر.

### انقسام جوهر

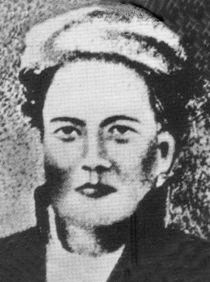
تمنغكونغ داينغ إبراهيم، المهراجا الفعلي لجوهر من 1855 إلى 1862.

تلا ذلك سلسلة من المفاوضات بين السلطان علي وتمنغكونغ داينغ إبراهيم مع قيام الإمبراطورية البريطانية بدور الوسيط، شكك السلطان علي في شرعية تمنغكونغ في الاحتفاظ بإيرادات وأموال الدولة لنفسه، بينما اقترح تمنغكونغ تقسيم الإيرادات التجارية لجوهر بشرط أن يستسلم السلطان علي لمطالبه بالسيادة على جوهر، لكن السلطان علي رفض ذلك، واتفق الطرفان على الاحتكام للحكومة البريطانية كطرف ثالث، فاستعانوا بالحاكم البريطاني لمستعمرات مضيق ملقا، والعقيد ويليام بتروورث، وخليفته إدموند بلونديل.
مال البريطانيون جانب تمنغكونغ باعتباره صاحب السلطة الفعلية، ودحضوا مطالبات السلطان علي بالسيادة، حتى أنهم استدلوا بأن السلطان حسين معظم شاه لم يكن يطالب بحقوقه السيادية على جوهر؛ بالرغم من اعتراف البريطانيين به كسلطان في المعاهدة الأنجلو هولندية 1824. ومنذ ذلك الوقت أصبحت جوهر تحت الحكم الفعلي لتمنغكونغ عبد الرحمن والد تمنغكونغ داينغ إبراهيم، كما هو الحال مع فهغ، التي كانت تحت سيطرة البندهارا. وحسب وثائق بريطانية أخرى أن المجتمعين البريطانيين قالوا أن لو كانت لجوهر سلطان، لكانت السيادة القانونية لسلطان لينقا السلطان محمود مظفر شاه وليس السلطان علي إسكندر شاه.
قدم تمنغكونغ والسلطان علي مقترحاتهم إلى الحاكم البريطاني في أبريل 1854، وافق تمنغكونغ على طلب السلطان بالاعتراف به كسلطان جوهر، لكنه أصر على الحفاظ على السلطة المطلقة على جوهر كلها. وأعرب السلطان علي عن رغبته للحاكم البريطاني في أن يحكم إقليم كيسانغ (حول موار)؛ بحجة أن أسلافه دُفنوا هناك. وأقنع البريطانيون تمنغكونغ بقبول طلب السلطان علي.
على إثر ذلك أُبرمت معاهدة في 10 مارس 1855، تنازل فيها السلطان علي رسميًا عن حقوق سيادته في جوهر إلى تمنغكونغ بشكل دائم باستثناء إقليم كيسانغ حول موار. في المقابل حصل السلطان علي باعتراف رسمي باستحقاقه للقب السلطان من تمنغكونغ والحكومة البريطانية، كما حصل على إجمالي مبلغ قدره 5000 دولار كتعويض. كما وُعِدَ السلطان علي براتب شهري قيمته 500 دولار يدفعه التمنغكونغ، تحت ضغط الحاكم البريطاني لسنغافورة إدموند بلونديل، الذي كان يأمل بذلك وضع حد للشكاوى والمشكلات المالية المُتعلِّقة بالسلطان علي.

## سلطان موار

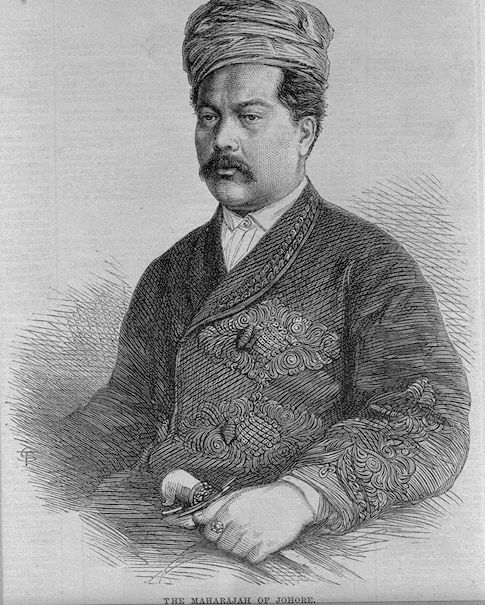
تمنغكونغ أبو بكر (1862-1868). الذي أصبح المهراجا أبو بكر (1868-1886)، ثم السلطان أبو بكر (1886-1895).

قام السلطان علي بتفويض الشؤون الإدارية في موار إلى راجا تمنغكونغ موار، (المعروف أيضًا باسم تمنغكونغ بادوق تون موار) وقضى معظم وقته في ملقا. كانت موار قليلة السكان في عام 1855 وكان عدد سكانها 800، وحكومتها ليس لها هيكل رسمي. وفي عام 1860 اقترض السلطان علي 53600 دولار من شركة شلاباه لإقراض الأموال، مقابل أن يُسدَّد الدين من راتبه الشهري، لكنه أصبح غير قادر على تسوية ديونه، واشتكت الشركة إلى الحكومة البريطانية في عام 1866، وتحت الضغط البريطاني لتصفية ديونه؛ منح السلطان علي شركة شلاباه الحق في بيع ممتلكاته في موار إلى تمنغكونغ جوهر كرهن عقاري إذا كان غير قادر على سداد ديونه في الوقت المناسب.
ظلت علاقاته مع تمنغكونغ داينغ إبراهيم متوترة، وفي عام 1860 سمح السلطان لبعض وجهاء البوقس ونبلاء رمباو ونكري سمبيلن بالاستقرار في موار وإعداد أنفسهم للهجوم على جوهر. وفي 1862 توفى تمنغكونغ داينغ إبراهيم وخلفه ابنه تمنغكونغ أبو بكر في منصب تمنغكونغ جوهر، وظلت التوترات قائمة بينهما، وأرسل تمنغكونغ أبو بكر رسالة إلى السلطان علي لتأكيد سيادته على إقطاعية سيغمات، وأدت الخلافات المستمرة حول سيادة سيغمات إلى اندلاع حرب بين رجال التمنغكونغ مع السلطان. وبعد أحد عشر عامًا في 1873 أدت محاولات زعيم البوقس في جمع الضرائب الجمركية من السكان في مصب موار إلى مزيد من الصراع مع رجال أبي بكر (الذي أصبح مهراجا جوهر في عام 1868).
وخلال السنوات المتبقية من حكم السلطان علي، لم يكن هناك نشاط اقتصادي واضح في موار، وقام بتفويض تحصيل إيرادات موار إلى زعيم البوقس وأتباعه، وفي عام 1868 كلّف السلطان علي «بابو رماسامي» بتحصيل إيرادات موار، وتقرَّب مستثمر مناجم أوروبي من السلطان علي في 1872، ومنحه السلطان حقوق تعدين حصرية على كامل إقليم كيسانغ لمدة خمس سنوات. وبعد ثلاث سنوات تقرّب تاجر أمريكي من السلطان ومنحه السلطان امتياز شراء 45 ميل مربع (120 كـم2) من الأراضي داخل إقليم كيسانغ.

### وفاته والخلاف بعده
أمضى السلطان علي سنواته الأخيرة في أومباي بملقا، وعاش على مرتب شهري صغير منحته شركة الهند الشرقية البريطانية. وبنى قصرًا لنفسه وعاش مع زوجته الثالثة «سيك سيمبوك» حتى وفاته في يونيو 1877، ودفن في ضريح داخل حدود مسجد أومباي. قبل وفاته بفترة وجيزة أراد السلطان علي نقل سلطة منطقة كيسانغ إلى «تونكو محمود» ابنه من زوجته الثالثة «سيك سيمبوك» البالغ من العمر 11 عامًا، لكن قوبل قراره بعدم احترام كبير بين بعض الملايوين في سنغافورة، الذين رأوا أن تونكو علم شاه هو الأحق بوراثة الإقليم حيث كان ابنه الأكبر. بعد وفاة السلطان علي أصبح إقليم كيسانغ في أيدي أخيه الأكبر أونغكو جليل، وأجرت السلطة البريطانية استفتاء بين النبلاء لتقرير مصير الإقليم، وصوَّت النبلاء بالإجماع لصالح المهراجا أبو بكر، وسلم الحاكم البريطاني إقليم كيسانغ إلى المهراجا، مما أزعج تونكو علم شاه والعديد من مؤيديه. وأدت مطالباتهم المستمرة بإقليم كيسانغ إلى انداع ما يُعرف بـ «حرب جيمنتا الأهلية» عام 1879.